# Huawei P9
Il Huawei P9 è stato uno degli smartphone di fascia alta con sistema operativo Android prodotto dalla azienda di elettronica cinese Huawei, distribuito a partire da aprile 2016 in tre versioni: Standard, Lite e Plus. 

## Caratteristiche tecniche
È il successore dello smartphone Huawei P8 ed ha un design simile al predecessore. Nella parte posteriore è presente un sensore di impronte digitali e una doppia fotocamera co-progettata con la nota azienda tedesca di materiale fotografico Leica (presente solo nelle versioni Standard e Plus), di cui una è esclusivamente "bianco e nero" e utilizzata parallelamente con la fotocamera RGB permettendo un'elevata resa cromatica e nei dettagli. Monta il sistema operativo Android in versione 6.0.
Lo smartphone monta una CPU HiSilicon Kirin 955, 4 core Cortex A72 che lavorano ad una frequenza di 2500 MHz, più altri 4 core Cortex A53 che lavorano a 1800 MHz. Il 12/01/2017 riceve ufficialmente l'aggiornamento ad Android Nougat in Italia con l’EMUI 5.0